# Bugatti Automobiles
Bugatti Automobiles S.A.S. là thương hiệu xe hơi của Pháp ở Molsheim, Pháp (thuộc chủ quyền của Đức ở thời điểm thành lập). Ông Ettore Bugatti sinh ở Italia là người sáng lập công ty chuyên sản xuất xe hơi thể thao này.
Mục đích khi mới thành lập công ty đó là sản xuất những chiếc xe đặc biệt nhất trên thế giới, bao gồm những chiếc chạy nhanh nhất. Do ảnh hưởng của chiến tranh thế giới lần thứ hai, hoạt động sản xuất của công ty bị đình trệ. Sau đó công ty đã vượt qua được khủng hoảng tài chính, tái hoạt động vào cuối những năm 1950, trước khi mua lại chi nhánh sản xuất thiết bị trên máy bay trong những năm 1960. Ngày nay công ty thuộc sở hữu của tập đoàn Volkswagen, và đã đưa công ty này trở thành thương hiệu xe hơi thể thao nổi tiếng.

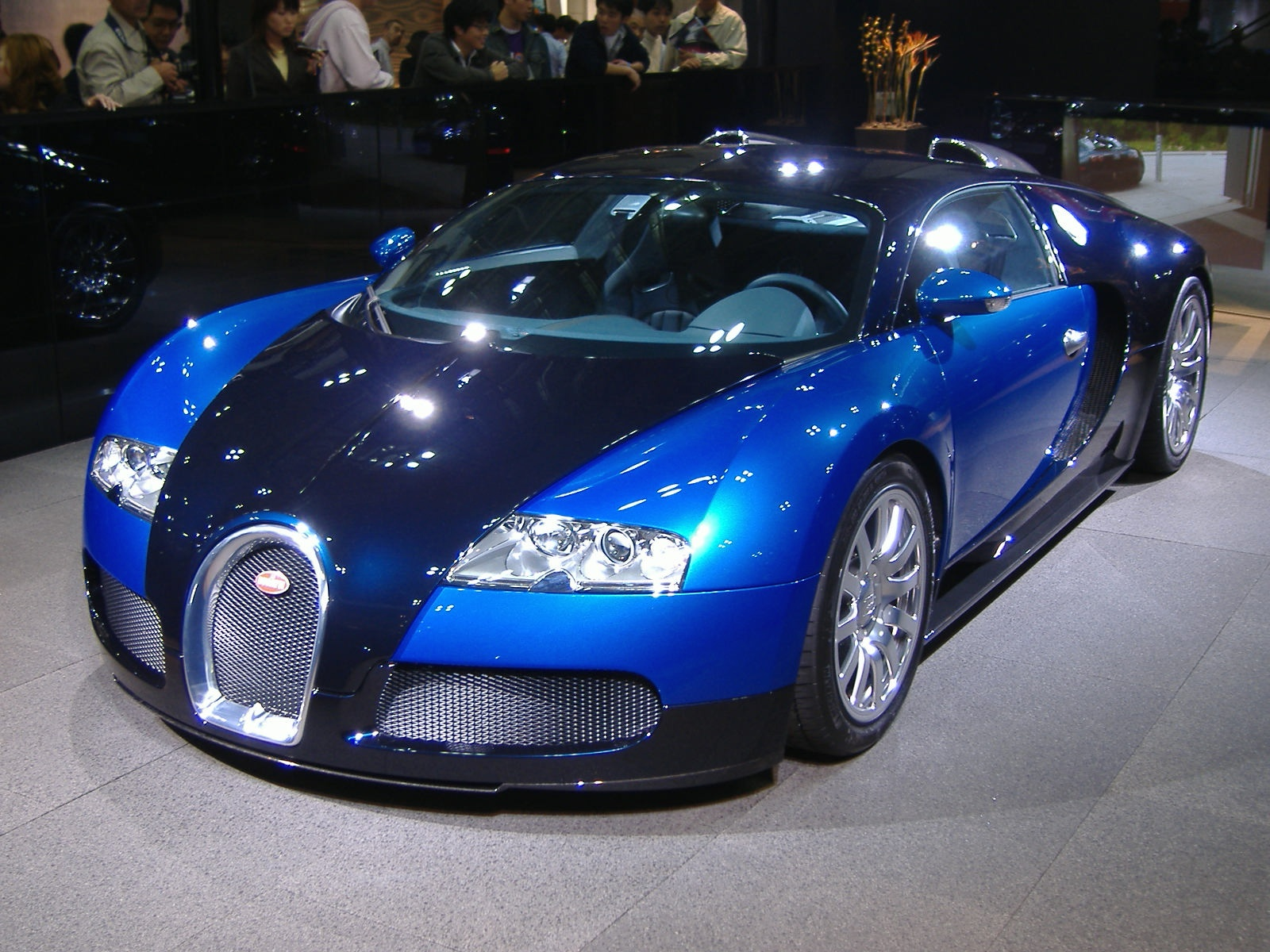
Bugatti Veyron năm 2005